# 楊英

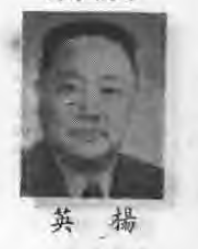
民國37年出版的《第一屆國民大會專輯》中的楊英肖像

楊英（1892年—1971年4月5日），字志雄，世居上海法華鄉，曾任第一屆國民大會代表。

## 經歷[1]
- 吳淞商船學校首屆畢業生，獲執照第一號，得為船主，校長薩公鎮冰深器許之，旋入招商局充三副，遞升為船長。
- 民國十六年（1927年），任職交通部航政司技術科技正，當是中國人為船主者，咸限于船級五百噸以下，楊英甚憤怒，其時交通部王部長伯羣納其議，更前規定，於今船級二十萬噸以上之船主，悉更為中國人，繼而建議船政監理業務應自主，不由海關代理，杜外人之操縱，始由交通部航政司逕理，分設航政局于滬、漢、穗三地，楊英未嘗引以為自伐也。
- 民國十八年（1929年）春，又議成恢復吳淞商船專門學校，王伯羣自兼校長，楊英副之，未一年，楊英遂升為校長，樂育陶鎔，多傑出者。王伯羣對楊英益加器重，乃位以交通部購料委員會副主任委員，而王伯羣自兼主任委員，楊英得行其意，謹嚴縝密，才能益彰。
  - 先是招商局創辦于大清同治十一年(1873年)，然民初以還營業不振，北伐底定奉令整理，趙鐵橋為總辦，調楊英為船務科長，迨民國十九年（1930年），宋子文長財政部，以招商局為國營，以劉鴻聲為總經理，楊英獲選任為該局常務理事，楊英遂發議，就庚子賠款向英國訂造海元、海亨、海利、海貞四艘遠洋輪，其遠瞻深謀實間中國航業發軔之先導。並一度曾任裕中輪船公司董事長，其後德國西門子公司慕楊英之能，聘為總顧問，乃專其精力，而政府採購機械器材，皆屬國防交通建設之所必需者，楊英更因而報國酬知，宏其獻替。
- 抗日戰爭之際，留居上海，與杜月笙先生合力，其時事事敵後，力引為助，沉機潛務，人莫得聞，日本既降。
- 民國卅六年（1947年），實行憲政，楊英獲技師公會河海航行人員團體選出為第一屆國民大會代表，每次出席會議，其國是主張，對憲政大業，供獻尤多，中華人民共和國建國，移居香港，國民大會每有會議召開，楊英必去臺出席。
- 民國六十年（1971年）4月5日酉時，卒于香港旅寓，享年七十九[2]
  - 元配蔡夫人繡月，生子濬泉習工程機械，能世其家。女三人長適陸，次適葛，三適丘。

楊英為航業界最先之領導人，作育商船人才桃李滿天下，噩耗傳來，吳瓶商船同學會會同國民大會秘書處于民國六十年五月八日在臺北舉行追悼會，前往參加追思者不下五百餘人。